# Liriomyza ranunculoides
Liriomyza ranunculoides este o specie de muște din genul Liriomyza, familia Agromyzidae, descrisă de Spencer în anul 1969.
Este endemică în Ontario. Conform Catalogue of Life specia Liriomyza ranunculoides nu are subspecii cunoscute.